# Kanał Gotyjski
Kanał Gotyjski (szw. Göta kanal) – najdłuższy śródlądowy kanał wodny Szwecji o długości 190,5 km, z czego 87 km to odcinki sztuczne. Kanał łączy Sjötorp nad jeziorem Wener z Mem nad Morzem Bałtyckim.
Kanał wyposażony jest w 58 śluz, które stopniowo różnicują poziom wody w kanale, aż do jego najwyższej wysokości 91,8 m n.p.m. nad jeziorem Viken. Jedne z ciekawszych to schody Carla-Johana – układ siedmiu połączonych śluz nad jeziorem Roxen.
W dwóch miejscach kanał biegnie akweduktami nad drogą szybkiego ruchu.

## Historia
Koncepcja zbudowania kanału łączącego Morze Północne z Bałtykiem sięga początku XVI wieku, jednak budowa kanału została rozpoczęta dopiero w 1809 r. przez hrabiego Baltzara von Platen, oficera marynarki i ministra w rządzie króla Karola XIII. Inauguracja kanału miała miejsce w Mem, 26 września 1832 za panowania Karola XIV.
Kanał tracił stopniowo na znaczeniu handlowym począwszy od drugiej połowy XIX w., wraz z rozwojem kolei i transportu samochodowego. Dziś po kanale odbywają się rejsy wycieczkowe i stanowi on jedno z najpopularniejszych miejsc wypoczynkowych Szwecji. Przepłynięcie kanału zajmuje zwykle pięć do dziesięciu dni.

## Linki zewnętrzne

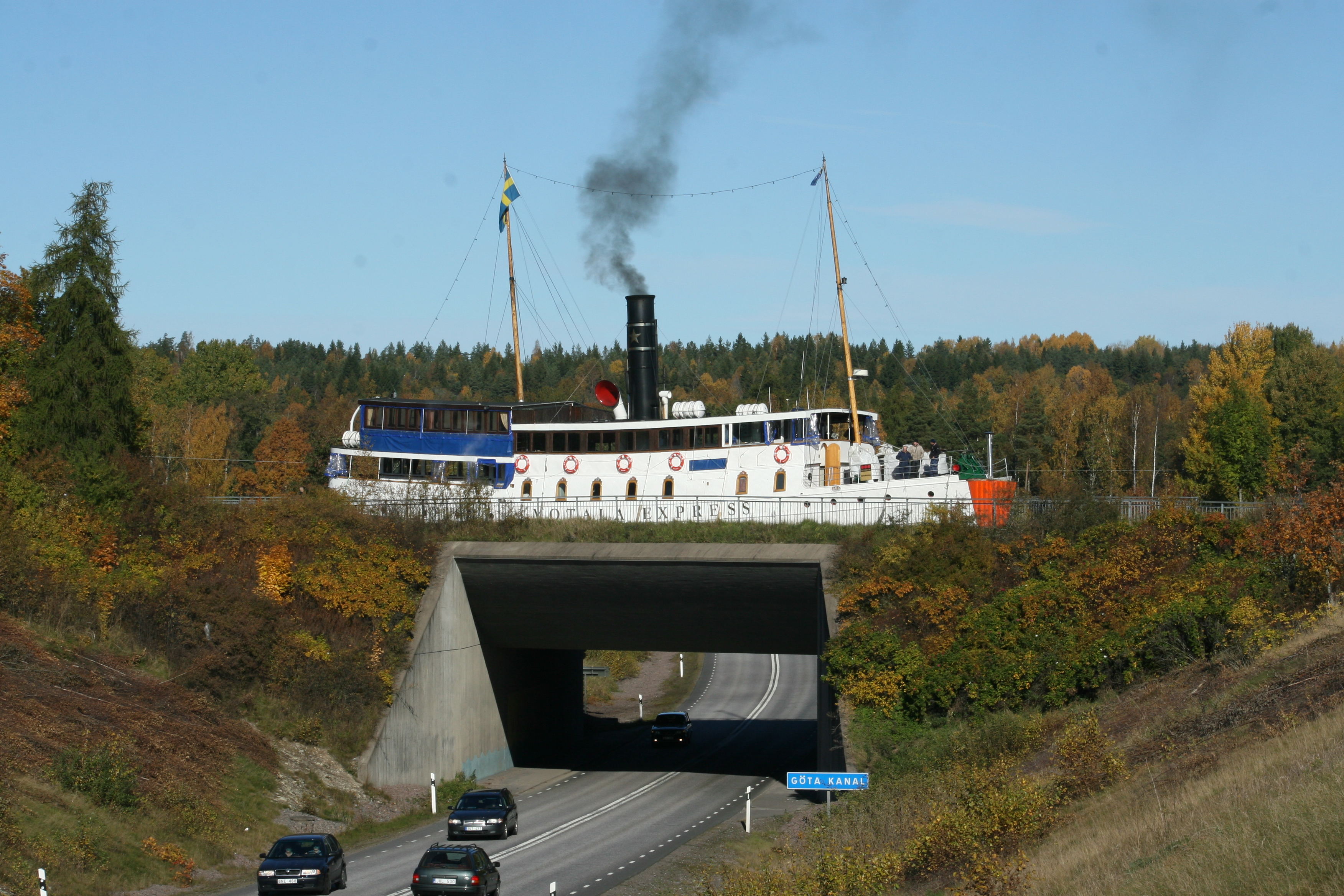
Akwedukt na kanale